# Папский комитет по международным евхаристическим конгрессам
Папский комитет по международным евхаристическим конгрессам — дикастерия Римской курии. Папский комитет был учреждён и установлен в 1879 году папой римским Львом XIII и который получил одобрение своих обновленных Уставов в 1986 году от папы римского Иоанна Павла II.

## Председатели Комитета
- кардинал Опилио Росси — (5 декабря 1983 — 3 января 1991);
- кардинал Эдуар Ганьон — (3 января 1991 — март 2001);
- кардинал Йозеф Томко — (23 октября 2001 — 1 октября 2007);
- архиепископ Пьеро Марини — (1 октября 2007 — 13 сентября 2021);
- священник Коррадо Маджони, S.M.M. — (13 сентября 2021 — по настоящее время).